# Kim Samuel
Samuel Kim Arredondo (thường được biết đến với tên tiếng Hàn là Kim Samuel, tiếng Hàn: 김사무엘, sinh ngày 17 tháng 1 năm 2002) là một ca sĩ người Mỹ  Samuel từng xuất hiện trong Seventeen TV và chương trình truyền hình thực tế sống còn nổi tiếng Produce 101 Mùa 2. Cậu cũng từng là thành viên của bộ đôi hip-hop 1PUNCH. Hiện nay cậu đã sử dụng nghệ danh là Samuel và đã debut vào ngày 2 tháng 8 năm 2017.

## Tiểu sử
Samuel sinh ngày 17 tháng 1, 2002  tại Los Angeles, California, Hoa Kỳ. Anh có bố là người Mỹ gốc México và mẹ là người Hàn Quốc.
Anh thông thạo tiếng Anh, tiếng Hàn và biết tiếng Tây Ban Nha.

## Sự nghiệp

### Trước khi ra mắt
Samuel xuất hiện lần đầu tiên trước công chúng qua chương trình phát sóng trực tiếp được gọi là Seventeen TV, cùng với nhiều thực tập sinh của Pledis Entertainment (là những thành viên của nhóm nhạc Seventeen sau này) được giới thiệu với công chúng để chuẩn bị ra mắt. Sau đó cậu rời Pledis Entertainment và làm thực tập sinh ở Brave Entertainment.

### 2015-2016: 1PUNCH,Spotlight
Vào năm 2015, Samuel được ra mắt với tư cách thành viên của bộ đôi hip-hop 1PUNCH (cùng với thành viên One) do Brave Entertainment quản lý, lấy nghệ danh là PUNCH. Nhóm ra mắt vào ngày 23 tháng 1 với ca khúc chủ đề "Turn Me Back" cho album The Anthem. Nhưng 7 tháng sau, One xuất hiện trên chương trình cạnh tranh về rap Show me the Money và quyết định rời công ty, trở thành nghệ sĩ của YG Entertainment, dẫn đến bộ đôi này tan rã. Sau đó, có nhiều tin đồn Samuel sẽ ra mắt solo nhưng công ty không xác nhận điều này. Dưới nghệ danh PUNCH, anh hợp tác với Silento phát hành bài hát mang tên "Spotlight" và tham gia cùng Silento trong các chuyến lưu diễn ở Mỹ.

### 2017: Produce 101 mùa 2, ra mắt solo
Tháng 1 năm 2017, Brave Entertainment xác nhận anh sẽ tham gia mùa thứ hai của chương trình nổi tiếng Produce 101 với tên là Kim Samuel, nhiều người khá kỳ vọng về điều này. Trong lần loại trừ đầu tiên, Samuel ở hạng 2. Tuy nhiên ở lần loại trừ thứ 2, anh giảm 15 hạng và ở hạng 17. Ở lần loại trừ thứ 3, Samuel tăng 1 hạng ở hạng 16. Ở vòng loại trừ thứ 4, anh tăng khá nhiều thứ hạng và ở hạng 5. Ở vòng loại cuối cùng, Kim Samuel đã không lọt vào TOP 11 và đừng chân ở hạng 18.
Ngày 17 tháng 6, Brave Entertainment thông báo Samuel sẽ chuẩn bị ra mắt solo, công ty cũng tiết lộ anh đã thu âm hoàn thành 6 bài hát cho EP đầu tiên Samuel The First Album [Sixteen] phát hành vào ngày 2 tháng 8. Anh đã thay đổi nghệ danh từ Punch thành Samuel. Ca khúc chủ đề mang tên Sixteen với sự tham gia của rapper Changmo.

## Danh sách đĩa nhạc
| Tiêu đề   | Thông tin album | Xếp hạng cao nhất | Doanh số       |
| Tiêu đề   | Thông tin album | KOR               | Doanh số       |
| Sixteen   | - Ngày phát hành: 2 tháng 8 năm 2017 - Hãng đĩa: Brave Entertainment, LOEN Entertainment - Định dạng: CD, kĩ thuật số tải Danh sách bài hát 1. Jewel Box 2. Sixteen (feat.Changmo) 3. I Got It (feat. Maboos) 4. With U (feat. Kim Chung-ha) 5. 123 (feat. Maboos) 6. I'm Ready | 4                 | - KOR: 34,386+ |
| Eye Candy | - Ngày phát hành: 16 tháng 11 năm 2017 - Hãng đĩa: Brave Entertainment, LOEN Entertainment - Định dạng: CD, kĩ thuật số tải | 5                 | - KOR: 25,153  |
| ONE       | - Ngày phát hành: 28/03/2018 - Hãng đĩa: Brave Entertainment, LOEN Entertainment - Định dạng: CD, kĩ thuật số tải Danh sách bài hát 1. ONE (feat - Jung ILHoon) 2. SOS 3. Princess 4. Clap your hand 5. I can’t sleep 6. Wait a moment                                          |                   |                |
| Teenager  | - Ngày phát hành: 30/05/2018 - Hãng đĩa: Brave Entertainment, LOEN Entertainment - Định dạng: CD, kĩ thuật số tải Danh sách bài hát 1. Teenager (feat Lee han) 2. Kka Kka 3. One 4. SOS 5. Princess 6. I can't sleep 7. Clap your hands 8. Wait a moment                        |                   |                |

## Giải thưởng và đề cử
| Năm  | Lễ trao giải                      | Hạng mục                   | Đề cử cho                | Kết quả   |
| ---- | --------------------------------- | -------------------------- | ------------------------ | --------- |
| 2017 | The 26th Seoul Music Awards       | Global Collaboration Award | "Spotlight" cùng Silentó | Đoạt giải |
| 2017 | Mnet Asian Music Awards           | Best New Male Artist       |                          | Đề cử     |
| 2018 | Soribada Best K Music Awards 2018 | The Performance Award      |                          | Đoạt giải |

## Chương trình thực tế & truyền hình
2017
Happy together
Khách mời

2017
After school club
Khách mời

2017
A man who feeds the dog
Khách mời

2017
NCT night night
Khách mời

2017
Be my superstar [Arirang Radio]
Khách mời

2017 
Hongkira - Kiss The Radio
Khách mời

2017
SBS radio 100
Khách mời

2017
KBS coolFM
Khách mời

2017
Nest escape
Thành viên

2018
Duet song festival season 2 in VietNam
Khách mời

| - Năm | Kênh | Tên                  | Ghi chú    |
| ----- | ---- | -------------------- | ---------- |
| 2012  | JTBC | Made in U            | Thí sinh   |
| 2016  | SBS  | The Boss Is Watching | Khách mời  |
| 2017  | MBC  | Weekly idol          | Khách mời  |
| 2018  |      | Photo People         | Thành viên |
| 2017  | tvN  | nest escape 2        | Thành viên |

### Chương trình thực tế
| Năm  | Tên               | Kênh          | Ghi chú  |
| ---- | ----------------- | ------------- | -------- |
| 2017 | Produce 101 Mùa 2 | Mnet          | Thí sinh |
| 2017 | Fantastic Duo 2   | SBS           | Thí sinh |
| 2018 | Triều âm chiến kỉ | Tencent Video | Thí sinh |